# Vijay Anand
Vijay Anand (* 22. Januar 1934 in Gurdaspur, Punjab; † 23. Februar 2004 in Mumbai, Maharashtra) war ein indischer Filmregisseur. Er ist der jüngere Bruder von Chetan und Dev Anand.
Nach einem Bachelorabschluss der Bombay University schrieb er das Drehbuch für den von Chetan Anand gedrehten Film Taxi Driver (1954) mit Dev Anand in der Hauptrolle. Sein Regiedebüt in Bollywood hatte Vijay Anand 1957. Einer seiner größten Erfolge, künstlerisch wie kommerziell, wurde Guide (1965) mit Dev Anand und Waheeda Rehman nach einem Roman von R. K. Narayan. Vijay Anand wurde hierfür mit dem Filmfare Award/Beste Regie ausgezeichnet. Die folgenden Filme Teesri Manzil (1966 mit Shammi Kapoor), Jewel Thief (1967, mit Vyjayantimala und Ashok Kumar) und Tere Mere Sapne (1971) waren ebenfalls erfolgreich.